# Asianopis naumenkoi
Espèce
Asianopis naumenkoi est une espèce d'araignées aranéomorphes de la famille des Deinopidae.

## Distribution
Cette espèce est endémique de Luçon aux Philippines,. Elle se rencontre dans la province de Nueva Ecija.

## Description
La femelle holotype mesure 20,79 mm.

## Systématique et taxinomie
Cette espèce a été décrite par Omelko et Fomichev en 2025.

## Étymologie
Cette espèce est nommée en l'honneur d'Ivan Naumenko.

## Publication originale
- Omelko & Fomichev, 2025 : « New data on Asianopis (Aranei: Deinopidae) in Southeast Asia. » Zootaxa, no 5637(2), p. 311-325.